# 木戸忠太郎

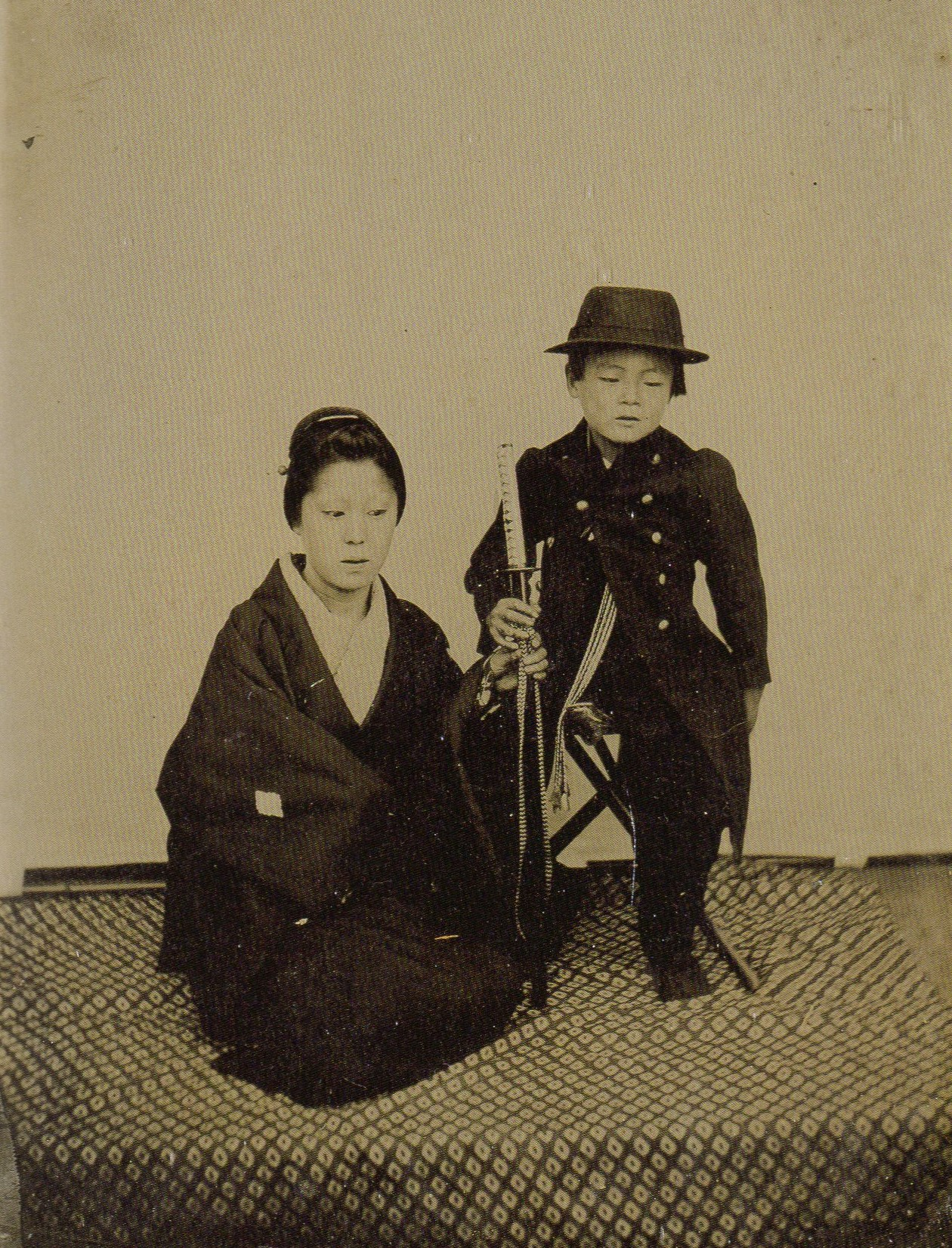
木戸松子と忠太郎

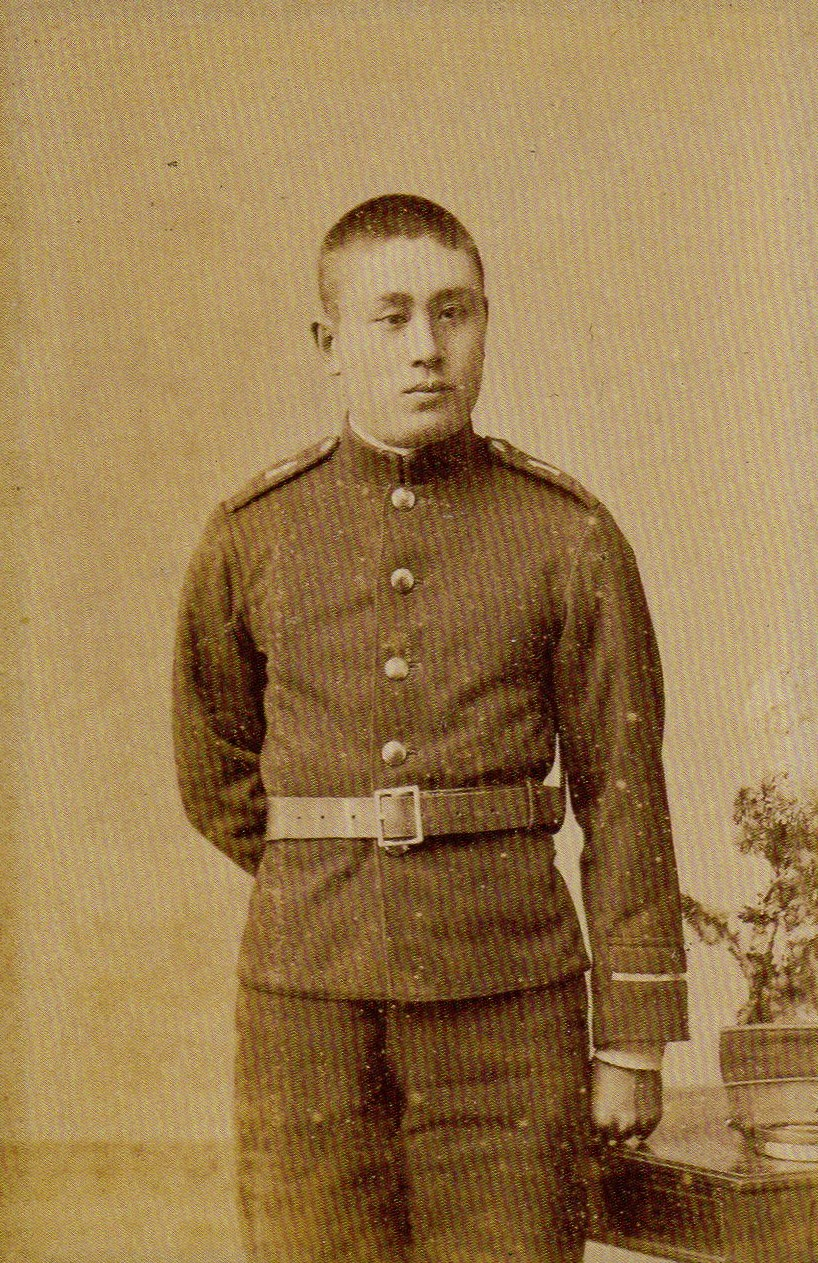
忠太郎、明治28年

木戸 忠太郎（きど ちゅうたろう、1871年6月1日（明治4年4月14日） - 1959年（昭和34年）3月15日）は明治時代から昭和時代の人物。地質学者。木戸孝允の養子。実父は松本順造。母は木戸夫人・松子の妹・信。

## 生涯
京都生まれ。1876年（明治9年）、木戸孝允の養子となり、生咲忠太郎から木戸忠太郎となる。1886年（明治19年）4月、養母で伯母の松子が死去。1898年（明治31年）、東京帝国大学理科大学地学科卒業、農商務省に入る。
1903年（明治36年）8月23日、小野田元熈の娘・千子と結婚。1907年（明治40年）3月、製鉄所技師兼農商務技師のまま満州鉄道に入社。地質調査部長として鞍山市・撫順鉱の磁鉄鉱を発見するなど功績を挙げた。地質研究所長となる。1909年（明治42年）春、だるまの収集を始める。
1921年（大正10年）、満鉄疑獄事件で召喚される。1923年（大正12年）、50歳で退職。
後半生は京都の自宅（旧木戸孝允邸）の別棟に「達磨堂」を建て、達磨収集の趣味に生きた。1932年（昭和7年）、著書『達磨と其諸相』を刊行。1941年（昭和16年）9月23日、郷土玩具の研究会、京都わらんべ会を結成。
1959年（昭和34年）、88歳で死去。墓所は多磨霊園。達磨堂は京都市中京区の木戸孝允旧宅に隣接して現存し、公開されている。